# Biathlon-Weltcup 1985/86
In der Saison 1985/86 wurde der Biathlon-Weltcup  zum 9. Mal ausgetragen. Die Wettkampfserie im Biathlon bestand aus jeweils fünf Einzel-, Sprint und Staffelrennen für Männer und wurde an fünf Veranstaltungsorten ausgetragen. Die fünf Weltcupveranstaltungen fanden in Antholz, Feistritz, Oberhof, Lahti und Boden statt. Die Weltmeisterschaften fanden für die Männer im norwegischen Oslo und für die Frauen im schwedischen Falun statt, die Ergebnisse gingen jedoch nicht in die Weltcup-Wertung ein.
Den Gesamtweltcup bei den Männern gewann André Sehmisch vor Peter Angerer und Matthias Jacob.

## Resultate
| 1. Weltcup in Antholz, 16. bis 19. Januar 1986 | 1. Weltcup in Antholz, 16. bis 19. Januar 1986 | 1. Weltcup in Antholz, 16. bis 19. Januar 1986 | 1. Weltcup in Antholz, 16. bis 19. Januar 1986 | 1. Weltcup in Antholz, 16. bis 19. Januar 1986 |
| ---------------------------------------------- | ---------------------------------------------- | ---------------------------------------------- | ---------------------------------------------- | ---------------------------------------------- |
| Datum                                          | Disziplin                                      | Erster Platz                                   | Zweiter Platz                                  | Dritter Platz                                  |
| 16. Januar 1986 (Do.)                          | Einzel (20 km)                                 | Waleri Medwedzew                               | Gottlieb Taschler                              | Sergei Antonow                                 |
| 17. Januar 1986 (Sa.)                          | Sprint (10 km)                                 | Peter Angerer                                  | Andrei Nepein                                  | Gisle Fenne                                    |
| 19. Januar 1986 ? (So.)                        | Staffel (4 × 7,5 km)                           | Sowjetunion 2                                  | Norwegen                                       | Sowjetunion 1                                  |

| 2. Weltcup in Feistritz, 23. bis 26. Januar 1986 | 2. Weltcup in Feistritz, 23. bis 26. Januar 1986 | 2. Weltcup in Feistritz, 23. bis 26. Januar 1986                                              | 2. Weltcup in Feistritz, 23. bis 26. Januar 1986                    | 2. Weltcup in Feistritz, 23. bis 26. Januar 1986                            |
| ------------------------------------------------ | ------------------------------------------------ | --------------------------------------------------------------------------------------------- | ------------------------------------------------------------------- | --------------------------------------------------------------------------- |
| Datum                                            | Disziplin                                        | Erster Platz                                                                                  | Zweiter Platz                                                       | Dritter Platz                                                               |
| 23. Januar 1986 (Do.)                            | Einzel (20 km)                                   | Sergei Antonow                                                                                | Dmitri Wassiljew                                                    | André Sehmisch                                                              |
| 25. Januar 1986 (Sa.)                            | Sprint (10 km)                                   | Andrei Nepein                                                                                 | André Sehmisch                                                      | Frank-Peter Roetsch                                                         |
| 26. Januar 1986 ? (So.)                          | Staffel (4 × 7,5 km)                             | Deutsche Demokratische RepublikJürgen Wirth Frank-Peter Roetsch Matthias Jacob André Sehmisch | Sowjetunion 2Andrei Nepein Waleri Medwedzew Alexander Popow Wajugin | Sowjetunion 1Dmitri Wassiljew Sergei Antonow Juri Kaschkarow Sergei Bulygin |

| 3. Weltcup in Oberhof, 1986 | 3. Weltcup in Oberhof, 1986 | 3. Weltcup in Oberhof, 1986                                                | 3. Weltcup in Oberhof, 1986                                                                   | 3. Weltcup in Oberhof, 1986                                                   |
| --------------------------- | --------------------------- | -------------------------------------------------------------------------- | --------------------------------------------------------------------------------------------- | ----------------------------------------------------------------------------- |
| Datum                       | Disziplin                   | Erster Platz                                                               | Zweiter Platz                                                                                 | Dritter Platz                                                                 |
| ???                         | Einzel (20 km)              | Peter Angerer                                                              | Anatoli Schdanowitsch                                                                         | André Sehmisch                                                                |
| 1. Februar 1986             | Sprint (10 km)              | Matthias Jacob                                                             | André Sehmisch                                                                                | Frank-Peter Roetsch                                                           |
| 2. Februar 1986             | Staffel (4 × 7,5 km)        | Sowjetunion 2Wladimir Alikin Idinow Waleri Kirijenko Anatoli Schdanowitsch | Deutsche Demokratische RepublikJürgen Wirth Matthias Jacob Frank-Peter Roetsch André Sehmisch | Sowjetunion 1Even Tudeberg Algimantas Šalna Andrei Senkow Alexander Tropnikow |

| 4. Weltcup in Lahti, 1986 | 4. Weltcup in Lahti, 1986 | 4. Weltcup in Lahti, 1986       | 4. Weltcup in Lahti, 1986 | 4. Weltcup in Lahti, 1986 |
| ------------------------- | ------------------------- | ------------------------------- | ------------------------- | ------------------------- |
| Datum                     | Disziplin                 | Erster Platz                    | Zweiter Platz             | Dritter Platz             |
| ???                       | Einzel (20 km)            | Peter Angerer                   | Jan Matouš                | Andreas Zingerle          |
| ???                       | Sprint (10 km)            | André Sehmisch                  | Fritz Fischer             | Johann Passler            |
| ???                       | Staffel (4 × 7,5 km)      | Deutsche Demokratische Republik | Norwegen                  | Finnland                  |

| 5. Weltcup in Boden, 14. bis 16. März 1986 | 5. Weltcup in Boden, 14. bis 16. März 1986 | 5. Weltcup in Boden, 14. bis 16. März 1986                                 | 5. Weltcup in Boden, 14. bis 16. März 1986                                               | 5. Weltcup in Boden, 14. bis 16. März 1986 |
| ------------------------------------------ | ------------------------------------------ | -------------------------------------------------------------------------- | ---------------------------------------------------------------------------------------- | ------------------------------------------ |
| Datum                                      | Disziplin                                  | Erster Platz                                                               | Zweiter Platz                                                                            | Dritter Platz                              |
| 14. März 1986 (Fr.)                        | Einzel (20 km)                             | Tapio Piipponen                                                            | André Sehmisch                                                                           | Alfred Eder                                |
| 16. März 1986 (So.)                        | Sprint (10 km)                             | Matthias Jacob                                                             | Sergei Antonow                                                                           | Eirik Kvalfoss                             |
| 17. März 1986 ?                            | Staffel (4 × 7,5 km)                       | SowjetunionDmitri Wassiljew Juri Kaschkarow Alexander Popow Sergei Antonow | Deutsche Demokratische RepublikJürgen Wirth Jens Steinigen Matthias Jacob André Sehmisch | Finnland                                   |

### Weltcupstände
| Rang | Name             | Punkte | Siege |
| ---- | ---------------- | ------ | ----- |
| 01   | André Sehmisch   | 158    | 1     |
| 02   | Peter Angerer    | 146    | 3     |
| 03   | Matthias Jacob   | 124    | 2     |
| 04   | Tapio Piipponen  | 123    | 1     |
| 05   | Alfred Eder      | 120    | 0     |
| 06   | Andreas Zingerle | 113    | 0     |
| 07   | Jan Matouš       | 110    | 0     |
| 08   | Sergei Antonow   | 109    | 1     |
| 09   | Eirik Kvalfoss   | 103    | 0     |
| 10   | Juri Kaschkarow  | 93     | 0     |

| Rang | Land                            | Punkte | Siege |
| ---- | ------------------------------- | ------ | ----- |
| 01   | Deutsche Demokratische Republik |        | 5     |
| 02   | Sowjetunion                     |        | 6     |
| 03   | BR Deutschland                  |        | 3     |
| 04   |                                 |        |       |
| 05   |                                 |        |       |
| 06   |                                 |        |       |
| 07   |                                 |        |       |
| 08   |                                 |        |       |
| 09   |                                 |        |       |
| 10   |                                 |        |       |

### Tabelle
| Rang | Name                  | Punkte |
| ---- | --------------------- | ------ |
| 01   | André Sehmisch        | 158    |
| 02   | Peter Angerer         | 146    |
| 03   | Matthias Jacob        | 124    |
| 04   | Tapio Piipponen       | 123    |
| 05   | Alfred Eder           | 120    |
| 06   | Andreas Zingerle      | 113    |
| 07   | Jan Matouš            | 110    |
| 08   | Sergei Antonow        | 109    |
| 09   | Eirik Kvalfoss        | 103    |
| 10   | Juri Kaschkarow       | 93     |
| 11   | Frank-Peter Roetsch   | 91     |
| 12   | Dmitri Wassiljew      | 87     |
| 13   | Gisle Fenne           | 83     |
| 14   | Fritz Fischer         | 83     |
| 15   | Jürgen Wirth          | 82     |
| 16   | Herbert Fritzenwenger | 82     |
| 17   | Waleri Medwedzew      | 74     |
| 18   | Gottlieb Taschler     | 69     |
| 19   | Øivind Nerhagen       | 68     |
| 20   | Johann Passler        | 67     |

| Rang | Name                    | Punkte |
| ---- | ----------------------- | ------ |
| 21   | Andrei Nepein           | 67     |
| 22   | Sergei Bulygin          | 56     |
| 23   | Zdeněk Hák              | 55     |
| 24   | Franz Wudy              | 53     |
| 25   | Steffen Hauswald        | 50     |
| 26   | Anatoli Schdanowitsch   | 44     |
| 27   | Ralf Göthel             | 37     |
| 28   | Risto Moisejeff         | 37     |
| 29   | Eric Claudon            | 36     |
| 30   | Alexander Popow         | 34     |
| 31   | Bjårne Thomassen        | 34     |
| 32   | Kjell Søbak             | 32     |
| 33   | Harri Eloranta          | 30     |
| 34   | Arto Jääskeläinen       | 28     |
| 35   | Franz Schuler           | 27     |
| 36   | Toivo Mäkikyrö          | 25     |
| 37   | Maik Dietz              | 24     |
| 38   | Werner Kiem             | 22     |
| 39   | Anton Lengauer-Stockner | 22     |
| 40   | Walter Hörl             | 21     |

| Rang | Name                 | Punkte |
| ---- | -------------------- | ------ |
| 41   | Waleri Kirijenko     | 20     |
| 42   | Juha Tella           | 17     |
| 43   | Wladimir Welitschkow | 16     |
| 44   | Leif Andersson       | 15     |
| 45   | Geir Einang          | 15     |
| 46   | Thov Løvstuen        | 14     |
| 47   | Walter Pichler       | 14     |
| 48   | Gottfried Hiemer     | 12     |
| 49   | Ilkka Mäkitalo       | 11     |
| 50   | Francis Mougel       | 11     |
| 51   | Spas Slatew          | 10     |
| 52   | Jon Engen            | 9      |
| 53   | Juri Mitew           | 6      |
| 54   | Thomas Pawliczek     | 4      |
| 55   | Mark Langin          | 4      |
| 56   | Charles Plamondon    | 3      |
| 57   | Tor Skattebø         | 2      |
| 58   | Florian Huttner      | 1      |
| 59   | Georgi Dimitrow      | 1      |